# Ссудовагон
Русское акционерное общество «Ссудовагон» — крупная компания дореволюционной России. Полное наименование — Русское акционерное общество для развития и увеличения числа перевозочных средств и для эксплуатации таковых в России «Ссудовагон». Штаб-квартира компании находилась в С.-Петербурге.

## История

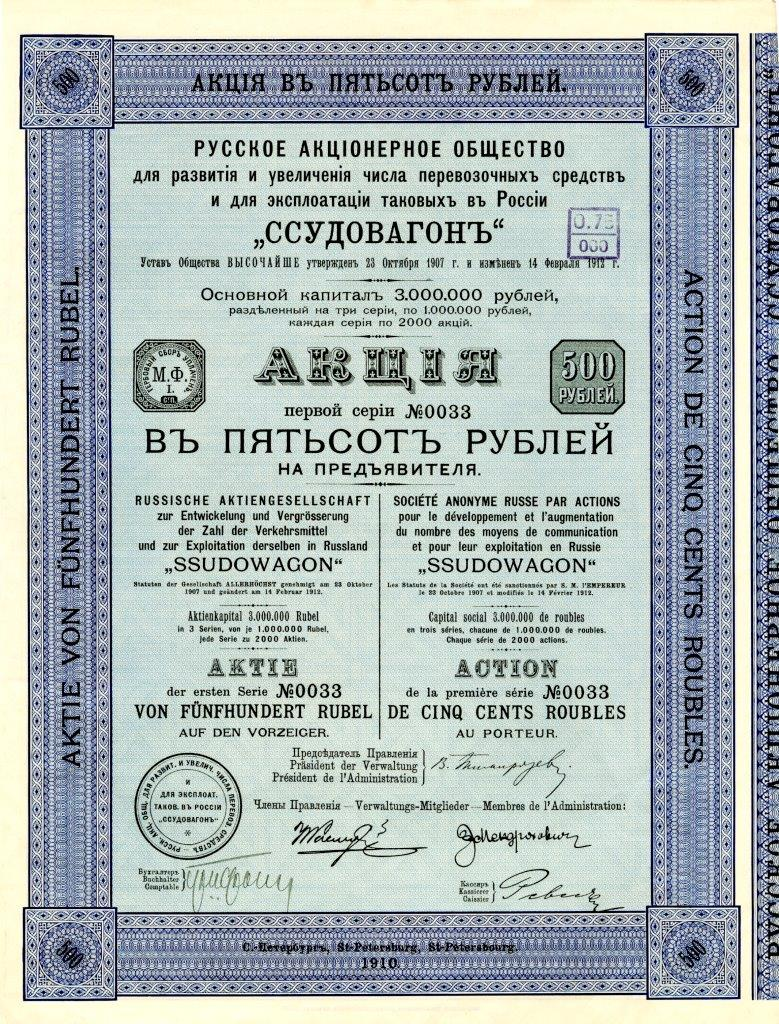
Акция в 500 руб. на предъявителя Русского акционерного общества «Ссудовагон». С.-Петербург

Устав Русского акционерного общества «Ссудовагон», созданного с целью кредитования строительства железнодорожного подвижного состава (паровозов и вагонов), а также развития электрифицированных и паровых железнодорожных и трамвайных линий России был Высочайше утвержден 23 октября 1907 г.. В результате изменений Устава, утвержденных 14 февраля 1912 г., основной капитал компании составил 3 млн. рублей, разделенных на три серии в млн. руб. каждая, сформированных в свою очередь из 2 тыс. акций в 500 руб.
Во главе консорциума учреждений, участвовавших в образовании общества, стоял германский Deutsche Bank. Кроме него в консорциум входили Австрийское акционерное общество для устройства и развития средств сообщения, Венгерское учреждение железнодорожных сообщений, Германское акционерное общество для отдачи вагонов в наем и Итальянское акционерное общество для отдачи вагонов в наем. В состав правления общества в Петрограде до 5 Августа 1914 г. входили два русских директора и восемь австрийских и германских подданных.
Как сказано в заключении образованного с началом Первой мировой войны при Министерстве Торговли и Промышленности "Междуведомственного совещания по обследованию германских и австрийских предприятий":

"...не отрицая важного экономического значения предприятия при бедности нашей железнодорожной сети подвижным составом,{Совещание} высказалось, однако, за ликвидацию дел общества «Ссудовагон», существующего главным образом на германские и австрийские капиталы. При этом в целях осторожности поставлено было запросить по сему предмету заключения Министерств Путей Сообщения и Финансов, из отзывов которых усматривается, что упомянутые ведомства препятствий к ликвидации не встречают. Всецело поддерживая изъясненное заключение совещания, Министр Торговли и Промышленности, со своей стороны, присовокупляет, что ввиду полезного характера самого предприятия представлялось бы желательным включить в правила о ликвидации дел общества постановление о том, чтобы, в случае, если найдется лицо из русских или подданных дружественных нам держав, желающее приобрести все предприятие в целом, таковой ликвидации было отдано преимущество перед продажей имущества общества по частям."
Документ о прекращении деятельности в России АО "Ссудовагон", подписанный лично Председателем Совета министров Российской империи И. Л. Горемыкиным, а также членами его Кабинета, датировано 29-м октября 1915 г.